# Station Bøn
Station Bøn  is een station in Bøn in de gemeente Eidsvoll in fylke Viken  in  Noorwegen. Het station langs Hovedbanen werd geopend in 1854. Het stationsgebouw dateert uit 1882 en is een belangrijk monument. Samen met Station Oslo-Østbanen is het het enige gebouw dat resteert uit de beginperiode van Hovedbanen, dat tevens het begin is van de spoorweggeschiedenis in Noorwegen.  
De goederenloods in Bøn, die ook uit de beginperiode dateerde ging in 2009 door brand verloren. Het station is sinds 2004 gesloten voor personenvervoer.